# エコファシズム
エコファシズム（英: ecofascism）は、エコロジー（環境主義）とファシズムを関連付けた用語で、環境主義を理由にして全体主義・権威主義・人権抑圧などを正当化する思想や傾向を指す。この用語は環境主義に批判的な立場から、環境主義に対する蔑称としても使用されている。

## 概要
「エコファシズム」は、権威主義的な政府が個人に対してその個人的利益を「自然の有機体全体」のために犠牲にするように要求する、理論上の政治モデルの一つである。一部の作家は、環境問題に対処するために極端なまたは「ファシスト」的な政策に頼る可能性のある未来のディストピア政府の架空の危険性を述べるためにこの用語を使用した。またほかの作家は、環境問題に焦点を当てた歴史的または現代のファシズム運動を説明するためにこの用語を使用した。
「エコファシズム」の政府は存在した事は無いが、ナチズムの中心的スローガンの一つである「血と土」には環境主義の側面がみられる。この用語はイングランド・ウェールズ緑の党の中で影響力拡大を図る極右勢力を記述するためにも使用されている。
白人至上主義・植民地主義とも結びつき、非白人世界の発展や人口増加のせいで環境が損なわれているという思想を生んでいる。マカ族とその支持者は、先住民生存捕鯨の妨害活動を行うシーシェパードのような反捕鯨擁護団体を、エコ植民地主義者（eco-colonialist）、エコテロリスト、環境ゴロ（eco-bully）、人種差別主義者などの呼称の他に、エコファシストと呼んで批判している。

## ナチズムとエコロジー
エコロジーの思想的な基盤にはドイツの生物学者エルンスト・ヘッケルの寄与が指摘されており、ヘッケルの種の優生学的保存などの社会ダーウィニズム的な主張はナチスによるホロコーストを支える理論的な根拠として扱われたことから、エコロジーとナチスのファシズムの二つの思想の潮流を辿ると、いずれもヘッケルを介するという点で共通項をあげることができる。
ナチス政権下のドイツでは、1933年に動物保護法、1934年に国家狩猟法、1935年に国家自然保護法が制定され、動物の虐待の禁止、麻酔なしの生体解剖の禁止、野生生物の保護のため雑木林の保護などが行われた。その一方で、豚などの動物を忌み嫌い、捕虜やユダヤ人に対しては動物以下の扱いが行われた。これは人間と動物の境界を曖昧にすることによって、人間に対する殺人のハードルを動物のレベルにまで下げることになったためとの解釈が行われている。

## その他
エコファシズムの思想的な背景には、大幅な人口減の必要性を唱えるネオ・マルサス主義の影響を受けた生物学者のギャレット・ハーディンによる優生学的な選別思想が基盤にあるだけでなく、ロマン主義や情緒主義（emotionalism）との結びつきも指摘されている。
ギャレット・ハーディンが唱えた「救命ボートの倫理」において、環境収容力を超えては生物が生き残れないとの指摘は評価されたが、人口過剰である途上国を見捨てるべきだとの結論には批判がなされた。また、「土地倫理」において、全体性のために個々の犠牲を強いる思想と批判を受けたアルド・レオポルドや、その思想を受け継ぎ、 生態系の保護のためには人間の排除も辞さない生態系中心主義を唱えたキャリコットの主張は、エコファシズム的な思想として批判を受けている。
人口研究の生物学者ポール・R・エーリック（Paul R. Ehrlich）が広めた「人口爆弾」や「人口爆発」、「人口という疫病」などの用語はエコ・ファシズム的な表現とされ、人間を汚染物質として扱うなど、人間への侮蔑をともなう一方で、エコ中心主義者がそれらの用語を用いる場合、自分がその対象であるとは考えないなどの特徴があげられる。人口過剰に対する警戒は他の集団との反目に発展しやすく、科学主義による人種差別を正当化する恐れがあるとの指摘がある。
動物の権利論者トム・リーガンは1983年に記した著書の中で、アルド・レオポルドの土地倫理やキャリコットの生態系中心主義に対して、環境ファシズム（environmental fascism）であると指摘し、歴史家のローデリック・F・ナッシュ（Roderick F. Nash）はキャリコットの主張に対して人を犠牲して病原菌の権利を擁護する倫理であるとの批判を行っている。

## 用例・事例等
- 2010年9月1日、ディスカバリーチャンネル等の放送で知られるディスカバリー・コミュニケーションズの本社ビルで発生した人質立てこもり事件[20][21]では、犯行の動機にマルサス主義の影響があるとも報道され[22]、南部貧困法律センターのマーク・ポトク（Mark Potok）は犯人をエコ・ファシストであるとして批判している[23]。犯人は環境主義者のJames Jay Leeで、オンライン上にSaveThePlanetProtest.comを運営し、人間を最も破壊的で汚れた汚染的な生物と見なすなど、極端な主張を展開していた[24]。この事件はマニフェストの類似性などから、セオドア・カジンスキーにより引き起こされた、いわゆるユナボマー事件の再来との主張もされた[25]。
- 梅崎義人はエコファシズムを「現代版生類憐れみの令」と記した[26]。これに対して古川愛哲からはその見解への反論も出ている[27]。

## 反論
- この用語は「環境運動を弱体化させる目的での修辞的な侮蔑語としても使用されている」とし、環境運動家のDavid Ortonは「この用語は環境運動全体、特にディープエコロジー運動やその支持者に反対する社会的な批判語であり、提唱するよりも相手へのレッテル貼りに使用されている」と述べた[28]。

- エコファシズムを批判する槌田敦が著書[29]で、「まず賢人が「良いこと」を決める。その「良いこと」を庶民は信じて、全体が乱れず大衆的に運動する。政治勢力は綿密な計略で大衆を取り込む。「良いことをしているのに、なぜ妨害するのか」と考えたところから、ファシズムが大手を振って歩き出す。そして、その運動の妨害者を排除して、運動はますます先鋭化していく」と書いた際、当主張に対して山本弘は「実例に基づく具体的な証拠がなにひとつ提示されていない」と指摘した[30]。またパオロ・マッツァリーノも同様の指摘をしている[31]。